# Buse à dos gris
Pseudastur occidentalis
Espèce
Statut de conservation UICN

 EN C2a(i) : En danger
Statut CITES
La Buse à dos gris (Pseudastur occidentalis, anciennement Leucopternis occidentalis) est une espèce d'oiseaux de la famille des Accipitridae.

## Répartition
Cet oiseau vit dans le sud-ouest de l'Équateur et le nord-ouest du Pérou.